# Zacatonal, Amatenango de la Frontera
Zacatonal är en ort i Mexiko.   Den ligger i kommunen Amatenango de la Frontera och delstaten Chiapas, i den sydöstra delen av landet, 900 km sydost om huvudstaden Mexico City. Zacatonal ligger 1 193 meter över havet och antalet invånare är 118.
Terrängen runt Zacatonal är bergig åt nordväst, men åt sydost är den kuperad. Runt Zacatonal är det ganska tätbefolkat, med 80 invånare per kvadratkilometer. Närmaste större samhälle är Frontera Comalapa, 10,5 km norr om Zacatonal. I omgivningarna runt Zacatonal växer huvudsakligen savannskog.